# Stiphropus monardi
Stiphropus monardi är en spindelart som beskrevs av Roger de Lessert 1943. Stiphropus monardi ingår i släktet Stiphropus och familjen krabbspindlar.
Artens utbredningsområde är Kongo. Inga underarter finns listade i Catalogue of Life.